# Liechtenstein na Zimowych Igrzyskach Olimpijskich 1980
Liechtenstein na Zimowych Igrzyskach Olimpijskich 1980 reprezentowało siedmioro zawodników. Dwoje spośród nich zdobyło medale olimpijskie w narciarstwie alpejskim. Dwa złota i srebro w konkurencjach kobiet zdobyła Hanni Wenzel, a srebro w zawodach mężczyzn wywalczył Andreas Wenzel.

## Zdobyte medale
| Medal  | Zawodnik       | Dyscyplina            | Konkurencja             | Rezultat    |
| ------ | -------------- | --------------------- | ----------------------- | ----------- |
| Złoto  | Hanni Wenzel   | Narciarstwo alpejskie | slalom specjalny kobiet | 1:25,09 min |
| Złoto  | Hanni Wenzel   | Narciarstwo alpejskie | Slalom gigant kobiet    | 2:41,66 min |
| Srebro | Hanni Wenzel   | Narciarstwo alpejskie | Bieg zjazdowy kobiet    | 1:38,22 min |
| Srebro | Andreas Wenzel | Narciarstwo alpejskie | Slalom gigant mężczyzn  | 2:41,49 min |

## Kadra

### Narciarstwo alpejskie

#### Mężczyźni
| Zawodnik       | Konkurencja | Konkurencja | Konkurencja       | Konkurencja              | Konkurencja              | Konkurencja              | Konkurencja                 | Konkurencja                 | Konkurencja                 | Konkurencja                 |
| Zawodnik       | Zjazd       | Zjazd       | Slalom gigant     | Slalom gigant            | Slalom gigant            | Slalom gigant            | Slalom specjalny            | Slalom specjalny            | Slalom specjalny            | Slalom specjalny            |
| Zawodnik       | Czas        | Pozycja     | Czas 1. przejazdu | Czas 2. przejazdu        | Czas łączny              | Pozycje                  | Czas 1. przejazdu           | Czas 2. przejazdu           | Czas łączny                 | Pozycja                     |
| -------------- | ----------- | ----------- | ----------------- | ------------------------ | ------------------------ | ------------------------ | --------------------------- | --------------------------- | --------------------------- | --------------------------- |
| Paul Frommelt  |             |             | Dyskwalifikacja   | Nie ukończył konkurencji | Nie ukończył konkurencji | Nie ukończył konkurencji | Nie ukończył 1-go przejazdu | Nie ukończył 1-go przejazdu | Nie ukończył 1-go przejazdu | Nie ukończył 1-go przejazdu |
| Andreas Wenzel | 1:49,71     | 20.         | 1:20,17           | 1:21,32                  | 2:41,49                  | srebro                   | 54,63                       | 53,17                       | 1:47,80                     | 12.                         |

#### Kobiety
| Zawodniczka    | Konkurencja | Konkurencja | Konkurencja                  | Konkurencja                  | Konkurencja                  | Konkurencja                  | Konkurencja                  | Konkurencja                  | Konkurencja                  | Konkurencja                  |
| Zawodniczka    | Zjazd       | Zjazd       | Slalom gigant                | Slalom gigant                | Slalom gigant                | Slalom gigant                | Slalom specjalny             | Slalom specjalny             | Slalom specjalny             | Slalom specjalny             |
| Zawodniczka    | Czas        | Pozycja     | Czas 1. przejazdu            | Czas 2. przejazdu            | Czas łączny                  | Pozycja                      | Czas 1. przejazdu            | Czas 2. przejazdu            | Czas łączny                  | Pozycja                      |
| -------------- | ----------- | ----------- | ---------------------------- | ---------------------------- | ---------------------------- | ---------------------------- | ---------------------------- | ---------------------------- | ---------------------------- | ---------------------------- |
| Ursula Konzett |             |             | Nie ukończyła 1-go przejazdu | Nie ukończyła 1-go przejazdu | Nie ukończyła 1-go przejazdu | Nie ukończyła 1-go przejazdu | Nie ukończyła 1-go przejazdu | Nie ukończyła 1-go przejazdu | Nie ukończyła 1-go przejazdu | Nie ukończyła 1-go przejazdu |
| Hanni Wenzel   | 1:38,22     | srebro      | 1:14,33                      | 1:27,33                      | 2:41,66                      | złoto                        | 42,50                        | 42,59                        | 1:25,09                      | złoto                        |
| Petra Wenzel   | 1:42,50     | 23.         | 1:18,75                      | 1:30,28                      | 2:49,03                      | 19.                          | 47,47                        | 45,87                        | 1:33,34                      | 14.                          |

### Saneczkarstwo

#### Mężczyźni
| Zawodnik                         | Konkurencja | Ślizg 1 | Ślizg 2 | Ślizg 3                           | Ślizg 4                           | Łącznie                           | Pozycja                           |
| -------------------------------- | ----------- | ------- | ------- | --------------------------------- | --------------------------------- | --------------------------------- | --------------------------------- |
| Rainer Gassner                   | Jedynki     | 45,283  | 45,956  | 45,907                            | 44,928                            | 3:02,074                          | 13.                               |
| Wolfgang Schädler                | Jedynki     | 45,751  | 48,568  | Nie stanął na starcie 3-go slizgu | Nie stanął na starcie 3-go slizgu | Nie stanął na starcie 3-go slizgu | Nie stanął na starcie 3-go slizgu |
| Rainer Gassner Wolfgang Schädler | Dwójki      | 40,829  | 42,566  |                                   |                                   | 1:23,395                          | 16.                               |